# Metal (Wu Xing)

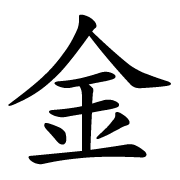
Ideograma chino para el Metal.

En filosofía china, el Metal (en caracteres chinos: 金, en pinyin: jīn), la cuarta fase de la filosofía china de Wu Xing, es la disminución de la materia, o la etapa de disminución de la materia. El metal es yin en carácter, su movimiento es hacia adentro y su energía es de contracción. Está asociado con el otoño, el oeste, la vejez, el planeta Venus, el color blanco, el tiempo seco y el Tigre Blanco (Bai Hu) de los Cuatro Símbolos. Los metales arquetípicos son la plata y el oro.

## Atributos
En la medicina china tradicional, el metal gobierna los pulmones, el intestino grueso, la nariz y la piel. La emoción negativa asociada con el metal es el dolor, mientras la emoción positiva es el coraje. Muchas fuentes apuntaron a una audiencia occidental asociando los atributos del elemento Metal con los atributos del elemento Aire, si bien similares no idénticos.

## Ciclo de Wu Xing

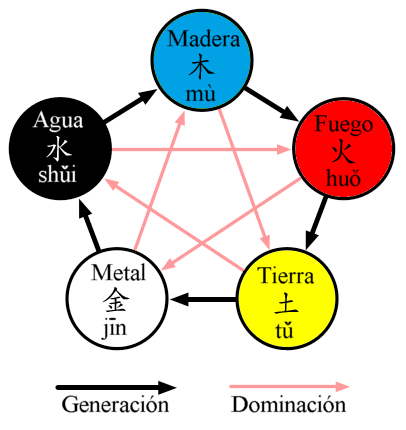
Interacción de los cinco elementos desde la cosmología taoísta.

En el ciclo de generación o regenerativo del Wu Xing (también llamado ciclo de creación): la Tierra engendra el Metal ya que «todo metal tiene que ser extraído de la Tierra en donde reside», y el Metal engendra el Agua.
En el ciclo de conquista o dominación (también llamado estrella de la destrucción): el Fuego vence al Metal ya que «sólo puede ser fundido y forjado» por llama o calor; el metal vence la madera ya que el hacha de metal es capaz de hacer caer al árbol más alto. Aun así, el Ciclo de Wu Xing también declara que los volúmenes excesivos de madera pueden derrotar volúmenes pequeños de metal, y cuando una hacha sería rota o atenuar después de probar a cortar abajo un bosque.

## Astrología china
En la astrología china, el Metal, atributo de Venus, está incluido en los diez troncos celestes, es decir, los cinco elementos en sus formas, yin y yang, combinados a su vez con las doce ramas terrestres, o signos zodiacales chinos, para formar el llamado ciclo sexagesimal de 60 años.
El Metal también gobierna los signos del zodiaco chino: mono y gallo.
El planeta Venus está asociado con el Metal por la tradición astrológica, siendo también blanco, es decir, del color chino de la muerte, y porque se eleva hacia el oeste como una estrella de la tarde que anuncia el declive típico de este elemento.